# Faidon från Elis
Faidon från Elis (grekiska: Φαίδων) var en grekisk filosof, en av Sokrates hängivnaste lärjungar.
Faidon kom som krigsfånge till Aten och såldes som slav, men friköptes genom Sokrates försorg. Efter Sokrates död (399 f.Kr.) återvände han till sitt hemland och upprättade där en filosofisk skola som senare förlades till Eretria.
Han är mest berömd för den dialog som namngavs efter honom, där Platon låter Sokrates utveckla läran om själens odödlighet.